# Józef Sawa-Caliński
Józef Sawa-Caliński, né en 1736 à Stepaszky (pl), village situé sur le Boug (et faisant alors partie de la république des Deux Nations, désormais de l'Ukraine), et mort le 7 ou 8 mai 1771 à Varsovie, est l'un des dirigeants actifs de la confédération de Bar, et élu président du « regimentarz », commandant militaire de l'insurrection polonaise.

## Biographie

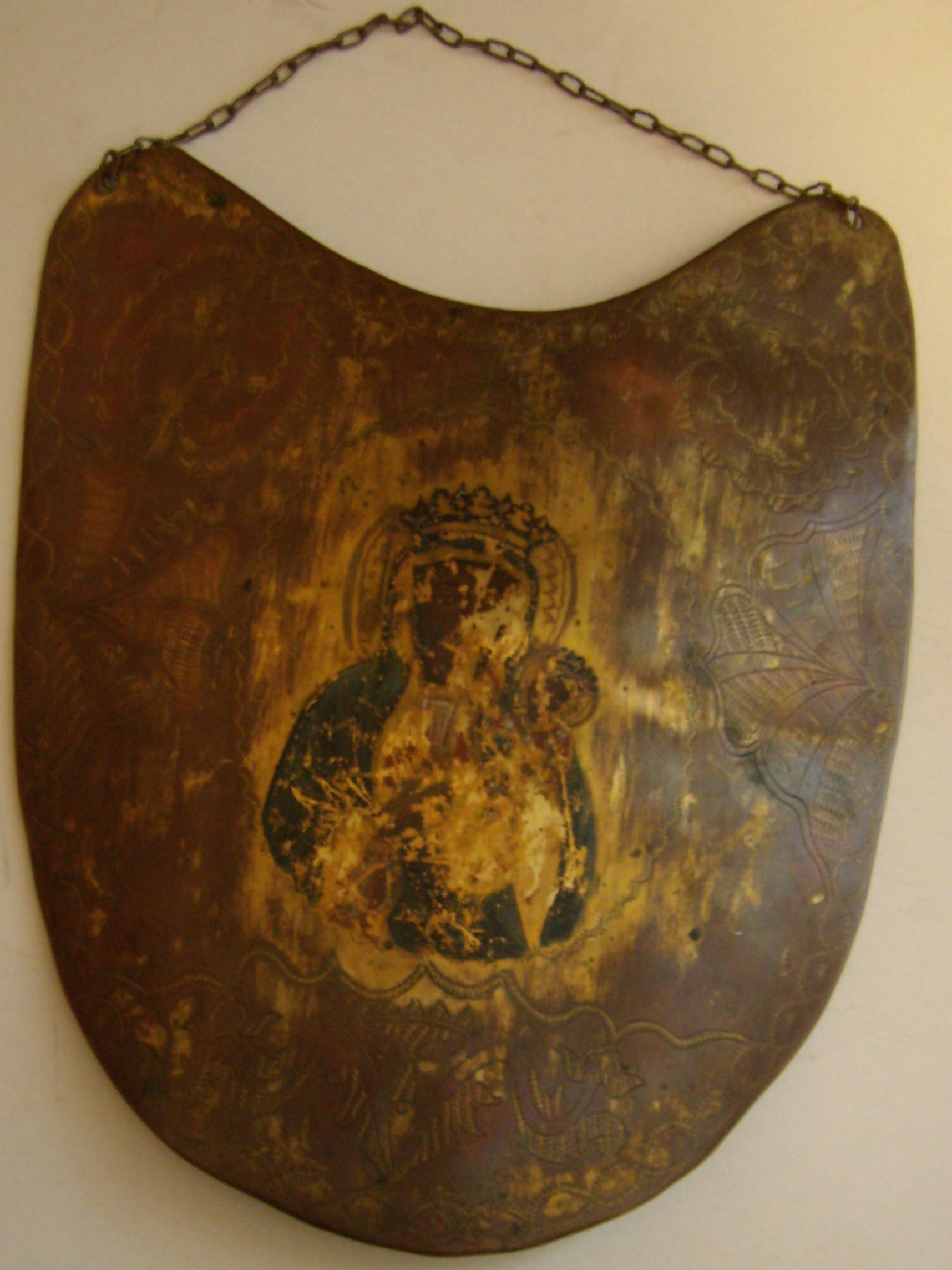
Hausse-col de Józef Sawa-Caliński

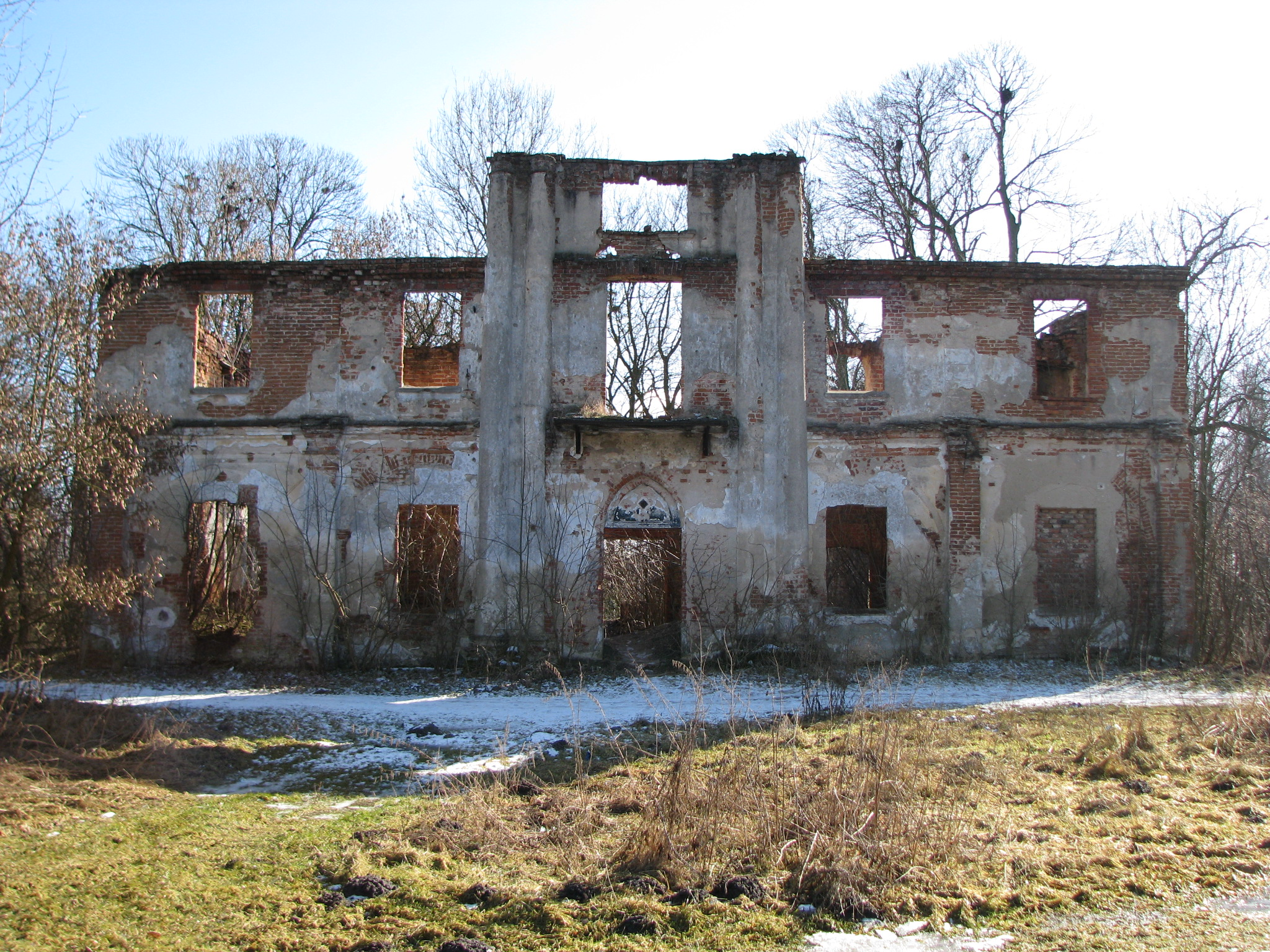
néoclassique palais en ruines de château de Szreńsk, la forteresse de Confédérés de Bar

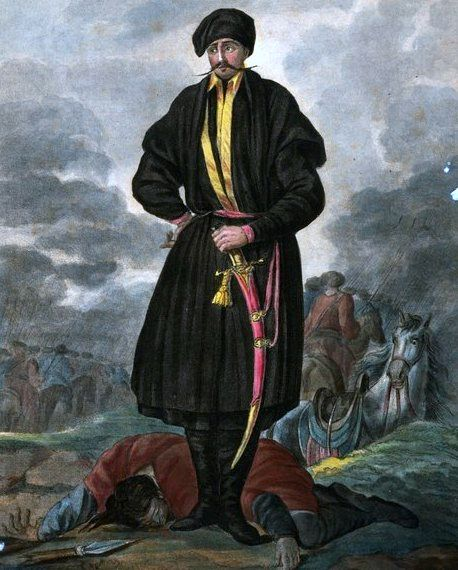
Zaporogue Officier Cosaque en 1720 - portrait de l'imitation de Józef Sawa-Caliński

Józef Sawa-Caliński, issu d'une famille noble, fils d'un père cosaque et d'une mère bourgeoise polonaise szlachcianki, grandit dans le nord de la voïvodie de Mazovie (Pologne). À la naissance de la confédération de Bar, Sawa-Caliński, toujours attaché à son parti, combat à rendre libre ses citoyens dont il espère les rendre égaux. Il crée une coalition composée de nobles et de paysans, forte de 2 000 personnes.
L'incursion de Sawa en Lituanie, pour acheter des armes, à la tête de deux mille hommes, ne fut pas un succès. Entré avec ses troupes dans le palatinat de Brzesc, il lève les contributions, et enlève 50 000 ducats destinés à Varsovie et soutient deux batailles avant d'être arrêté dans sa marche téméraire. Branecki qui le repousse engage pour la première fois un combat entre polonais durant cette insurrection. Branecki est destitué par Michał Kazimierz Ogiński pour avoir engagé cette bataille fraternelle.
Le 26 avril 1771, à la bataille de Szreńsk, après un combat qui dura de six heures du matin jusqu'au coucher du soleil, ses troupes encerclées par les Russes commandés par le général Suwarroff, Józef Sawa-Caliński eut une jambe arrachée par un boulet. Grièvement blessé et capturé par les Russes alors qu'il se cachait dans une masure, il est transporté à Przasnysz, puis à Varsovie, où il décèdera des suites d'une transfusion de sang, mais certaines sources indiquent que Józef Sawa-Caliński est mort à Przasnysz (Pologne).
Selon l'historien polonais Jędrzej Kitowicz (en), Józef Sawa-Caliński aurait été enterré sans rite religieux. En remplacement de Sawa-Caliński, Józef Czachorowski (pl) est élu en mai 1771, président du « regimentarz », commandant militaire de l'insurrection polonaise, mais sera incapable de motiver et renouveler ses troupes. Le célèbre poète romantique polonais Juliusz Słowacki a immortalisé la vie de Józef Sawa-Caliński dans ses poèmes : Beniowski, Sen srebrny Salomei et Henryk Rzewuski dans un roman : Pamiątki Soplicy.

## Sources
- (pl) Cet article est partiellement ou en totalité issu de l’article de Wikipédia en polonais intitulé « Józef Sawa-Caliński » (voir la liste des auteurs).